# Bernekerjeva ulica (Maribor)

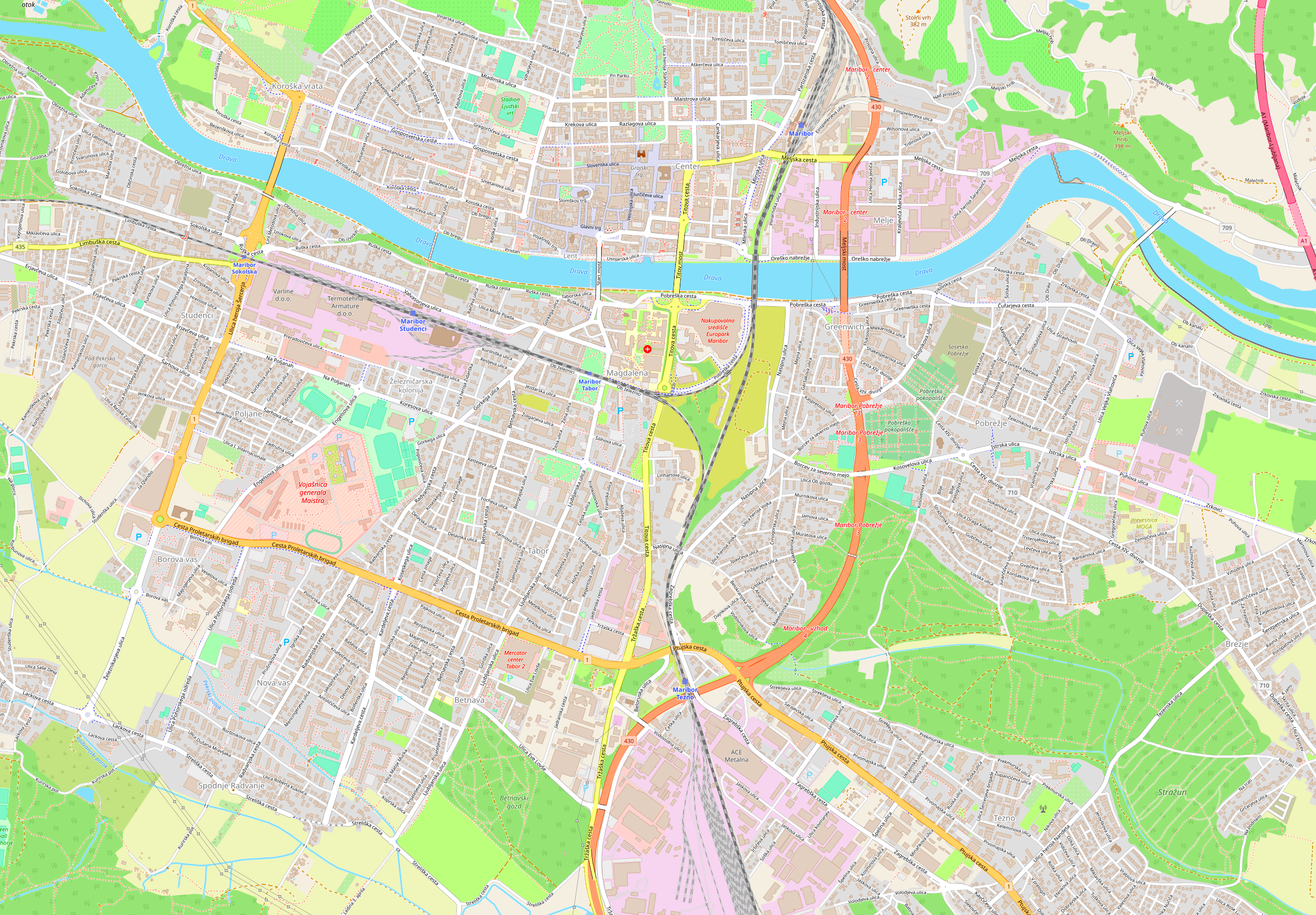

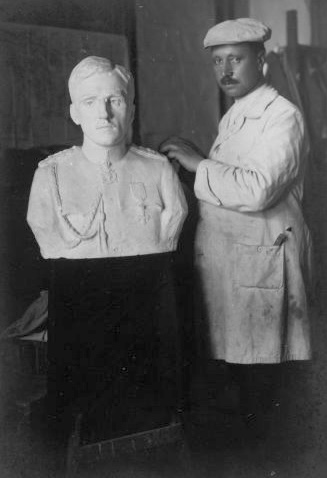
(Franc Berneker um 1910)

Bernekerjeva ulica (Berneker-Gasse) ist der Name einer Straße im Stadtbezirk Koroška Vrata in Maribor (Slowenien). Sie ist benannt nach dem slowenischen Bildhauer Franc Berneker (1874–1932).

## Geschichte
Im Jahr 1898 erhielt eine neue Straße in der Kärntner Vorstadt den Namen Duchatsch-Gasse nach dem Marburger Bürgermeister Ferdinand Duchatsch (1835–1887). Diese Straße verlief ursprünglich parallel zur heutigen Kosarjeva ulica bis zur Vrbanska cesta. Sie wurde 1919 nach dem kroatischen Führer der Illyrische Bewegung und Reformer der kroatischen Schrift Ljudevit Gaj (1809–1872) in Gajeva ulica umbenannt. Im Jahr 1938 wurde die Straße aufgrund von Neubauten in zwei Hälften geteilt. Der nördliche Teil bis zur Vrbanska cesta wurde in Bernekerjeva ulica umbenannt, während der südliche Teil von der Gosposvetska cesta bis zur Koroška cesta den Namen Gajeva ulica behielt. Nach der deutschen Besetzung im Jahr 1941 wurde sie in Hebbel-Gasse umbenannt nach dem österreichischen Dichter Friedrich Hebbel (1813–1863). 1945 erhielt sie ihren slowenischen Namen Bernekerjeva ulica zurück.

## Lage
Die Straße verbindet die Rosinova ulica ohne abzweigende Straßen mit der Vrbanska cesta. Sie befindet sich westlich des Ludski vrt-Stadions.